# Tove Videbæk
Tove Elisabeth Videbæk (født 7. december 1945 i Haderslev) er direktør og tidligere folketingsmedlem for Kristendemokraterne. Hun var kandidat ved Europa-Parlamentsvalget 2009 og 2014 samt ved byrådsvalget 2009 og 2013. 

## Biografi
Hun er datter af Hans Peter og Eline Schmidt. Hun tog mellemskoleeksamen fra Hertug Hans Skole i Haderslev, blev student fra Haderslev Katedralskole i 1966, var udvekslingsstudent via American Field Service (AFS) på Edsel Ford High School Dearborn, Michigan 1963-1964, og gik på Pinsevækkelsens Højskole i Mariager 1966-68. Hun har arbejdet som butiks-, bank- og kontorvikar i ferier 1959-67, som lærervikar ved Herning Kommunes skolevæsen 1972-80, som translatør, chefsekretær, TV-vært og producer for KKR/TV (Københavns Kristne Radio/TV) 1986-1994 og som direktør sammesteds 1994-1998.
Tove Videbæk har været / er medlem af bestyrelsen for Den Kristne Producentkomité fra 1995, næstformand i Skandinavisk Børnemission fra 1995, medlem af TV-Inter Danmarks bestyrelse 1997-2000, medlem af KMN (Kristent Mediennetværk) fra 2000, KLF Kirke og Mediers landsstyrelse fra 2000, bestyrelsen for Ægteskabs- og skilsmissehjælpen fra 1999, bestyrelsen for ungdomsklubben Azusa fra 1999, bestyrelsen for Møltrup Optagelseshjem fra 2000, bestyrelsen for Københavns Kristne Oplysningsforbund 2000-2002, og bestyrelsen for International AID Services (IAS) fra 2001. 2006 blev Tove Videbæk landsformand for Hospice Forum Danmark, og i 2008 blev hun medlem af bestyrelsen for Palliativt Videncenter, som Hospice Forum Danmark sammen Trygfonden og fire andre foreninger på det palliative område havde fået etableret. Fra 2010 bestyrelsesmedlem i Danske Diakonhjem. Siden 2012 formand for foreningen Børnenes Liv, som støtter arbejdet blandt gadebørn i Nicaragua.
Hun har modtaget Sparekassen i Haderslevs legat til unge initiativrige mennesker i Haderslev 1964 samt KLF's Hæderslegat 1997.
Hun bor i Brande med Mogens Videbæk, som hun har været gift med siden 1967. Sammen har de 2 børn og 7 børnebørn.
Ved Folketingsvalget i 1998 blev Tove Videbæk valgt ind i Folketinget for Kristeligt Folkeparti i Skjern-kredsen. 
I årene 1998-2005 var Tove Videbæk bl.a. medlem af sundheds-, trafik-, kultur- og uddannelsesudvalget. Hun var formand for socialudvalget 2001-2005. 
Herefter var Tove Videbæk i 4 år medlem af Regionsrådet for Midtjylland 2005-2009. Her var hun ligeledes medlem af sundhedsudvalget samt forretningsudvalget. 
I 2009 stillede Tove Videbæk op til Europaparlamentsvalget for de konservative og fik her mere end 23.000 personlige stemmer, hvilket gav hende pladsen som 1. suppleant for den konservative MEP Bendt Bendtsen. Denne plads genvandt Tove Videbæk ved Europaparlamentsvalget i 2014. 
2008-2010 var Tove Videbæk tv-producer og -vært for mere end 100 "Helt ærligt" 25- minutters tv-programmer, hvor hun interviewede kendte og mindre kendte om aktuelle problemer og etiske emner. 
Siden 1. januar 2010 har Tove Videbæk været medlem af byrådet i Ikast-Brande for de konservative. Hun er medlem af økonomiudvalget og sundheds- og omsorgsudvalget. 

## Politik
Tove Videbæk var folketingskandidat for Kristeligt Folkeparti i Københavns Amt 1989-92, i Koldingkredsen 1992-95 og i Ringkøbing Amt fra 1996. Hun var medlem af Kristeligt Folkepartis hovedbestyrelse fra 1995 og forretningsudvalg fra 1996. Hun var folketingsmedlem for Ringkøbing Amtskreds 1998-2005. Hun var næstformand i folketingsgruppen fra 2002 og formand for Folketingets socialudvalg fra 2001.
Den 6. juli 2008 forlod Tove Videbæk Kristendemokraterne, blandt andet fordi den daværende ledelse ikke længere ville arbejde for kristne værdier i henhold til partiets politiske grundlag. Samtidigt gav ledelsen Tove Videbæk et ultimatum, der gik ud på, at hun skulle blive enig med ledelsen inden for 14 dage – eller betragte sig som udmeldt af partiet[1]
3. august 2008 meldte hun sig ind i de Konservative og blev i løbet af efteråret opstillet på den konservative liste til EU-Parlamentet. 

I maj 2009 udkom der en biografi om Tove Videbæk, "Tove Videbæk en fighter", skrevet af chefredaktør Henri Nissen og historikeren Jan Jensen. 
Ved Europa-Parlamentsvalget d. 7. juni 2009 stillede Tove Videbæk op for de Konservative og fik ca. 23.000 personlige stemmer. Dermed var hun nr. 2 på den Konservative liste efter Bendt Bendtsen, hvilket betyder, at hun blev 1. suppleant til Europa-Parlamentet. Denne plads genvandt Tove Videbæk ved Europaparlamentsvalget i 2014.
Ved kommunalvalget i november 2009 blev Tove Videbæk valgt ind i byrådet i Ikast-Brande kommune. Ved kommunalvalget i november 2013 genvandt Tove Videbæk denne plads og har i byrådet sæde i økonomiudvalget og sundheds- og omsorgsudvalget.

### Abortspørgsmålet
Tove Videbæk udtalte til Kristeligt Dagblad den 4. august 2008, at hun har fået frihed af den konservative ledelse til at arbejde for sine egne mærkesager, herunder etiske sager og arbejdet med socialt udsatte. Hun sagde, at hun kender mange politikere i den konservative EPP-gruppe i EU-Parlamentet, der arbejder for de samme værdier, også afskaffelsen af den fri abort, stamcelleforskning, og andre etiske emner, "og derfor kan jeg fuldt ud kæmpe for mine mærkesager stadigvæk", sagde hun. Tove Videbæk valgte netop Konservative frem for andre borgerlige partier, fordi de grund-konservative og grund-kristne værdier, som Konservative bygger på, stemmer helt overens med hendes holdninger.